# Gelao
De Gelao (Eigennaam: Klau; Chinees: 仡佬族; pinyin: Gēlǎozú; Vietnamees: Cơ Lao) zijn een volk in China en Vietnam, dat voornamelijk leeft in het westen van de provincie Guizhou. Daarnaast wonen er ook Gelao in de provincies Guangxi, Yunnan en Sichuan. Het volk is erkend als een van de 56 officieel erkende etnische groepen in China.

## Taal en cultuur
De Gelao hebben een taal die eveneens Gelao heet, maar door de grote verschillen tussen dialecten, nog maar door weinig mensen wordt gesproken. Het heeft geen eigen schrift en dus worden er Chinese karakters gebruikt om teksten te schrijven. Het grootste deel van de bevolking gebruikt ook het Mandarijn als dagelijkse omgangstaal. Daarnaast worden ook de talen van de Hmong, Yi en Buyi gebruikt.
Het grootste deel van de Gelao zijn Taoïstisch, maar er is ook een belangrijke minderheid Boeddhisten.
Achang · Akha · Bai · Baima · Blang (Bulong) · Bonan · Buyi · Dai · Daur · De'ang · Dong · Dongxiang · Drung · Evenken · Gaoshan (Taiwanese aboriginals) · Gelao · Gin (Vietnamezen) · Han · Hani · Hlai (Li) · Hui · Jingpo · Jino · Kazachen · Kirgiezen · Koreanen · Lahu · Lhoba · Lisu · Mantsjoes · Maonan · Miao (Hmong) · Mongolen · Monpa (Menba) · Mulam (Mulao) · Nanai (Hezhe) · Naxi · Nu · Oeigoeren · Oezbeken · Oroqen · Pumi · Qiang · Russen · Salar · She · Sui · Tadzjieken · Tataren · Tibetanen (Zang) · Tu · Tujia · Wa (Va) · Yao · Yi · Yugur · Xibe · Zhuang